# Flacey (Côte-d'Or)
Flacey è un comune francese di 172 abitanti situato nel dipartimento della Côte-d'Or nella regione della Borgogna-Franca Contea.

## Società

### Evoluzione demografica
Abitanti censiti